# Bill Ritter

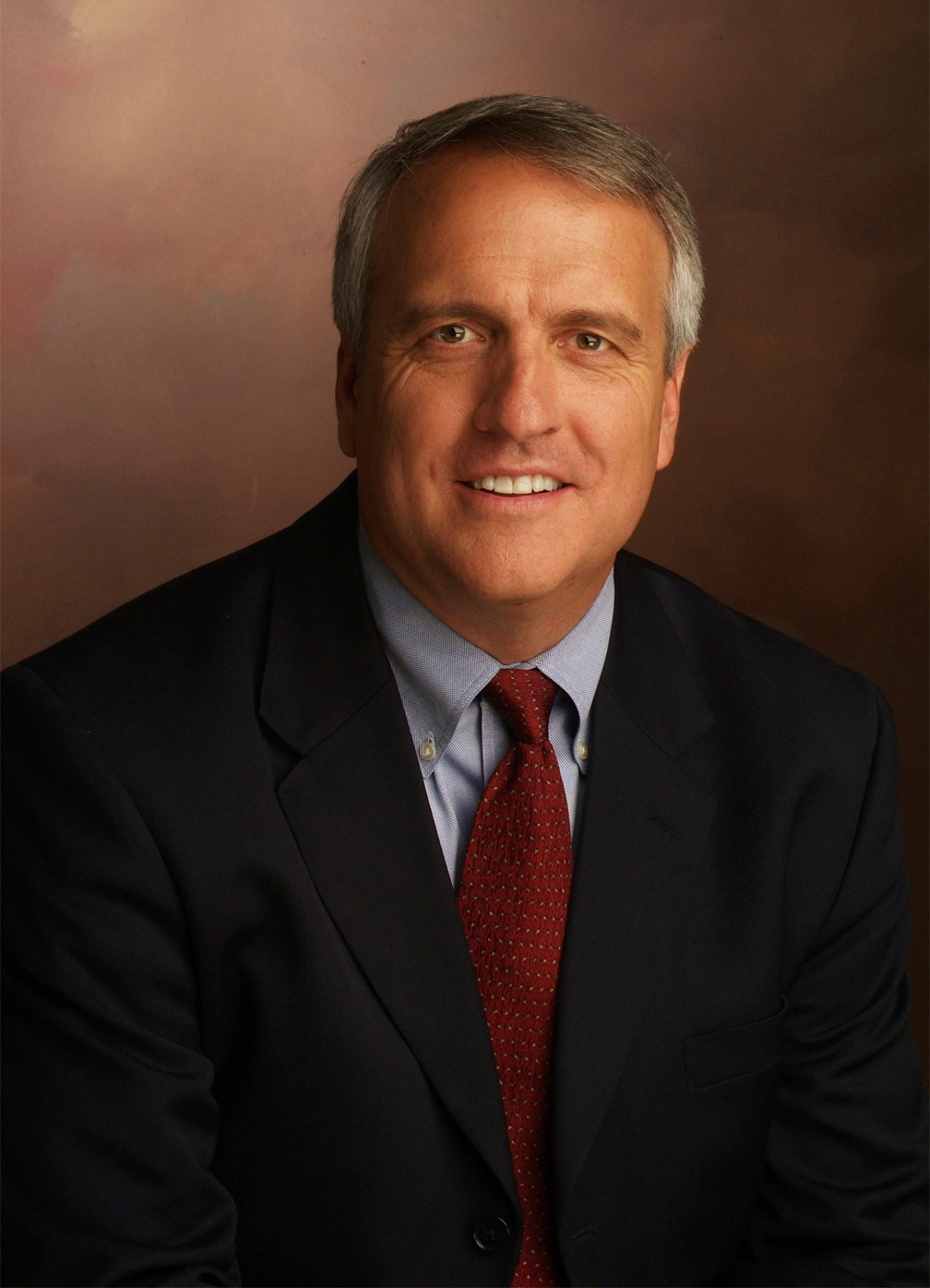
Bill Ritter

August William „Bill“ Ritter Jr. (* 6. September 1956 in Denver, Colorado) ist ein US-amerikanischer Politiker der Demokratischen Partei und war von 2007 bis 2011 der 41. Gouverneur des Bundesstaates Colorado.
Ritter entstammt einer Großfamilie, er war das sechste von zwölf Kindern. Er ist seit 1984 verheiratet und hat mit seiner Frau Jeannie vier Kinder. Vor seiner Kandidatur als Gouverneur war Ritter langjähriger Bezirksstaatsanwalt für das Denver County.
Im Mai 2006 wurde Ritter bei der Colorado Democratic Convention von seiner Partei als Bewerber für das Gouverneursamt aufgestellt. Als Kandidatin für den Posten der Vizegouverneurin wurde Barbara O’Brien nominiert. Am 7. November 2006 konnte er die Wahlen für sich entscheiden; sein unterlegener republikanischer Gegner war Bob Beauprez. Ritter war damit der erste in Colorado geborene Gouverneur des Bundesstaates seit 31 Jahren.
Im Jahr 2010 trat Ritter nach vierjähriger Amtszeit nicht zur Wiederwahl an. Sein Nachfolger wurde John Hickenlooper, der demokratische Bürgermeister von Denver. 
Kurz nach dem Ende seiner Amtszeit Anfang 2011 sprach Ritter den unschuldig zum Tode verurteilten und hingerichteten vermeintlichen Sexualstraftäter Joe Arridy frei. Dabei wurde 72 Jahre nach Arridys Tod um Entschuldigung für diesen Justizirrtum gebeten. Dies war das erste Mal in der Geschichte von Colorado, dass ein Gouverneur nachträglich hinsichtlich einer fälschlichen Hinrichtung um Entschuldigung bat.